# Stazione di Pontesecco
La stazione di Pontesecco era una fermata della ferrovia della Valle Brembana, a servizio dell'omonima frazione di Ponteranica.

## Storia
La fermata fu aperta il 1º luglio 1906, assieme al tronco  della ferrovia della Valle Brembana che collegava Bergamo a San Pellegrino Terme. Il capolinea fu prolungato a San Giovanni Bianco il 15 ottobre dello stesso anno e, in seguito, a Piazza Brembana il 31 luglio 1926.
Il servizio viaggiatori fu soppresso il 17 marzo 1966 insieme all'intera linea ferroviaria.

## Strutture ed impianti
Il fabbricato viaggiatori era posto alla progressiva chilometrica 5+055. Si tratta di una costruzione in muratura a due livelli che esternamente è ornata da elementi liberty, come le altre costruzioni della FVB.
Il piazzale era composto dal solo binario di corsa della linea ferroviaria.

## Movimento
L'impianto era servito dai treni omnibus e accelerati Bergamo-San Giovanni Bianco fino al 1926, quando, a seguito dell'apertura della prolungamento verso Piazza Brembana, furono prolungati fino al nuovo capolinea.